# Oléochimie
 (octobre 2012).
Si vous disposez d'ouvrages ou d'articles de référence ou si vous connaissez des sites web de qualité traitant du thème abordé ici, merci de compléter l'article en donnant les références utiles à sa vérifiabilité et en les liant à la section « Notes et références ».
L'oléochimie (du latin : oleum « huile d'olive ») est la science des transformations physico-chimiques appliquées aux huiles et aux graisses animales et végétales.
La formation de substances oléochimiques basiques comme les acides gras, les esters méthyliques d'acides gras (FAME: fatty acid methyl esters ), les alcools gras, les amines grasses et les glycérols se fait par diverses réactions chimiques et enzymatiques. Les substances chimiques intermédiaires produites à partir de ces substances oléochimiques basiques comprennent les alcools éthoxylés, les alcools sulfates, les éther sulfates d'alcool, les sels d'ammonium quaternaires, les monoacylglycérols (MAG), les diacylglycérols (DAG), les triacylglycérols structurés (TAG), les esters de sucre et d'autres produits oléochimiques.
Alors que le prix du pétrole brut augmentait à la fin des années 1970 , les fabricants passaient de la pétrochimie aux produits oléochimiques parce que les huiles lauriques transformées à partir d'huile de palmiste étaient moins chères. Depuis lors, l'huile de palmiste est principalement utilisée dans la production de détergent à lessive et d'articles de soins personnels comme le dentifrice, les barres de savon, la crème de douche et le shampoing.
L'oléochimie a d'abord été utilisée pour la fabrication des savons. Aujourd'hui, on l'utilise dans plusieurs industries : agroalimentaire, cosmétique et pharmaceutique.

## Historique
L'oléochimie existe depuis l'Antiquité. Plusieurs des produits de l'oléochimie ont été remplacés, au XXe siècle, par des produits moins chers et plus efficaces issus de la pétrochimie. Par contre, certains produits de l'oléochimie n'ont pas été remplacés et, pour certaines utilisations, les propriétés physico-chimiques de certains produits oléochimiques offrent encore des performances insurpassées.
Étant dérivés de matières premières non fossiles, renouvelables et biodégradables, les produits oléochimiques sont moins nocifs pour l'environnement que les produits pétrochimiques, ce qui leur donne un regain de popularité à mesure que l'opinion publique et les lois obligent les industriels à être plus respectueux de l'environnement.

## Processus
Des processus importants dans la fabrication oléochimique comprennent l'hydrolyse et la trans-estérification, entre autres.

### Hydrolyse
La division (ou l'hydrolyse) des triglycérides produit des acides gras et du glycérol:
RCO2CH2-CHO2CR-CH2O2CR + 3 H2O → 3 RCOOH + HOCH2-CHOH-CH2OH
L'addition de base aide la réaction à se dérouler plus rapidement, le processus étant la saponification.

### Trans-estérification
Les graisses réagissent avec les alcools (R'OH) au lieu de l'eau dans l'hydrolyse) dans un processus appelé transestérification. Le glycérol est produit avec les esters d'acides gras. Le plus typiquement, la réaction implique l'utilisation de méthanol (MeOH) pour donner des esters méthyliques d'acides gras:
RCO2CH2-CHO2CR-CH2O2CR + 3 MeOH → 3 RCO2Me + HOCH2-CHOH-CH2OH
Les esters méthyliques d'acides gras sont moins visqueux que les graisses précurseurs et peuvent être purifiés pour donner les esters d'acides gras individuels, par ex. oléate de méthyle par rapport au palmitate de méthyle.

### Hydrogénation
L'acide gras ou les esters gras produits par ces procédés peuvent être transformés. Par exemple, l'hydrogénation convertit les acides gras insaturés en acides gras saturés. Les acides ou esters peuvent également être réduits en les alcools gras. Pour certaines applications, les acides gras sont convertis en nitriles gras. Hydrogéné de ces nitriles donne des amines grasses, qui ont une variété d'applications.

## Applications
La plus grande application pour les produits oléochimiques, environ 30 % de part de marché pour les acides gras et 55 % pour les alcools gras, est pour la fabrication de savons et de détergents : 21 Acide laurique, utilisé pour produire le laurylsulfate de sodium et les composés apparentés faire des savons et autres produits de soins personnels.
D'autres applications des produits oléochimiques comprennent la production de lubrifiants, de solvants, de biogazole et de bioplastiques. En raison de l'utilisation des esters méthyliques dans la production de biogazole, ils représentent le sous-secteur de la production oléochimique qui connaît la croissance la plus rapide ces dernières années. [5]: 15
Les oléochimiques sont des matières premières importantes pour les résines polymères spécialement à base d'alkyde en raison des modifications possibles des groupes fonctionnels. Ces modifications sont basées sur la réaction d'une huile végétale avec du glycérol en excès pour obtenir un monoglycéride, qui est ensuite converti en résines polymères, c'est-à-dire en alkyde, en réagissant avec des acides ou des anhydrides dicarboxyliques. Récemment, des résines de polyesteramide sont également préparées en utilisant de l'huile végétale comme oléochimique,.

## Développement de l'industrie oléochimique

### L'Europe
Depuis la création de Novance en 1996 et l'acquisition d'Oleon en 2008, Avril Group domine le marché européen de l'oléochimie.

### Asie du Sud-Est
La croissance rapide de la production d'huile de palme et d'huile de palmiste dans les années 1980 a stimulé l'industrie oléochimique en Malaisie, en Indonésie et en Thaïlande. De nombreuses plantes oléochimiques ont été construites. Bien qu'étant une industrie naissante et de petite taille face aux géants des détergents aux États-Unis et en Europe, les sociétés oléochimiques du sud-est de l'Asie avaient un avantage concurrentiel sur les ingrédients bon marché . L'industrie américaine des graisses chimiques a eu du mal à maintenir constamment des niveaux acceptables de profits. La concurrence était intense et les parts de marché étaient réparties entre de nombreuses entreprises là où ni les importations ni les exportations ne jouaient un rôle significatif.À la fin des années 1990, des géants comme Henkel, Unilever et Petrofina ont vendu leurs usines oléochimiques pour se concentrer sur des activités à plus forte rentabilité, comme la vente au détail de biens de consommation. Depuis l'épidémie européenne de «maladie de la vache folle» (encéphalopathie spongiforme bovine) en 2000, le suif est remplacé pour de nombreuses utilisations par les acides gras oléiques végétaux, tels que les huiles de palmiste et de coco.